# Kaagvere (Kanepi)
Kaagvere – wieś w Estonii, w prowincji Põlva, w gminie Kanepi.